# Travis Dodd
Travis Garth Dodd (Adelaide, 6 gennaio 1980) è un allenatore di calcio ed ex calciatore australiano di ruolo centrocampista, tecnico del Croydon.

## Carriera

### Giocatore

#### Club
Dodd ha iniziato la sua carriera calcistica con l'Elizabeth per poi passare South Australian Sports Institute nel 1996. È stato il quarto più giovane calciatore dell'Adelaide City nella National Soccer League (NSL) e il quinto nella storia della NSL, debuttando a 16 anni e 281 giorni contro il Football Kingz nel 2003, partita conclusasi 4-1 e nella quale ha realizzato una tripletta.
Alla fine della stagione della 2003/04, Dodd ha tentato l'esperienza estera inizialmente con la squadra malese del Johor poi con i greci del Panionios, segnando anche un gol in Coppa UEFA contro l'Udinese.

#### Nazionale
Dodd ha debuttato con la Nazionale australiana il 16 agosto 2006 nell'incontro vinto per 2-0 contro il Kuwait valido per le qualificazioni alla Coppa d'Asia 2007. In questa partita Dodd realizza inoltre la sua prima e unica rete.

### Allenatore
Nel 2020 diventa allenatore del Croydon.

## Statistiche

### Presenze e reti in A-League
Statistiche aggiornate al 26 gennaio 2008.
| Stagione  | Squadra         | Campionato | Campionato | Campionato | Coppe asiatiche | Coppe asiatiche | Coppe asiatiche | Totale | Totale |
| Stagione  | Squadra         | Comp       | Pres       | Reti       | Comp            | Pres            | Reti            | Pres   | Reti   |
| --------- | --------------- | ---------- | ---------- | ---------- | --------------- | --------------- | --------------- | ------ | ------ |
| 2005-2006 | Adelaide United | A-League   | 20+3       | 3+1        | -               | -               | -               | 23     | 4      |
| 2006-2007 | Adelaide United | A-League   | 20+3       | 4+1        | ACL             | 6               | 4               | 30     | 8      |
| 2007-2008 | Adelaide United | A-League   | 21         | 5          | -               | -               | -               | 21     | 5      |
| Totale    | Totale          | Totale     | 61+7       | 11+2       |                 | 6               | 4               | 74     | 17     |

### Cronologia presenze e reti in nazionale
| Cronologia completa delle presenze e delle reti in nazionale ― Australia | Cronologia completa delle presenze e delle reti in nazionale ― Australia | Cronologia completa delle presenze e delle reti in nazionale ― Australia | Cronologia completa delle presenze e delle reti in nazionale ― Australia | Cronologia completa delle presenze e delle reti in nazionale ― Australia | Cronologia completa delle presenze e delle reti in nazionale ― Australia | Cronologia completa delle presenze e delle reti in nazionale ― Australia | Cronologia completa delle presenze e delle reti in nazionale ― Australia |
| Data                                                                     | Città                                                                    | In casa                                                                  | Risultato                                                                | Ospiti                                                                   | Competizione                                                             | Reti                                                                     | Note                                                                     |
| ------------------------------------------------------------------------ | ------------------------------------------------------------------------ | ------------------------------------------------------------------------ | ------------------------------------------------------------------------ | ------------------------------------------------------------------------ | ------------------------------------------------------------------------ | ------------------------------------------------------------------------ | ------------------------------------------------------------------------ |
| 16-8-2006                                                                | Sydney                                                                   | Australia                                                                | 2 – 0                                                                    | Kuwait                                                                   | Qual. Coppa d'Asia 2007                                                  | 1                                                                        |                                                                          |
| 11-10-2006                                                               | Sydney                                                                   | Australia                                                                | 2 – 0                                                                    | Bahrein                                                                  | Qual. Coppa d'Asia 2007                                                  | -                                                                        | 67’                                                                      |
| Totale                                                                   |                                                                          | Presenze                                                                 | 2                                                                        |                                                                          | Reti                                                                     | 1                                                                        |                                                                          |

## Palmarès

### Club
- Campionato australiano: 1

Adelaide United: 2005-2006